# 嗜血地雀
，是原產於加拉帕戈斯群島的地雀属鳥類。也是沃爾夫島和達爾文島的特有種。它們曾被認爲是尖嘴地雀（Geospiza difficilis）的亞種，但在國際鳥盟最近的研究中發現兩者間的形態和鳴叫聲已經產生了較大的分化，於是將它們獨立成種。分类修订后，该物种是单型物种，没有亚种分化。
嗜血地雀是兩性異形的物種，雄性毛色是主要是黑色，雌性是灰色。北加岛地雀体重约12.3克，翼长约71.9毫米，嘴峰长约15.9毫米，喙宽度约6.9毫米，喙厚度约7.7毫米，跗蹠长约23.2毫米，尾长约53毫米。北加岛地雀在其分布区内为留鸟，其栖息在半开放的灌木丛中，食性为草食性。

嗜血地雀最有名的是不尋常的飲食習慣，牠們偶然也吸食其他鳥類的血液(主要是橙嘴蓝脸鲣鸟和藍腳鰹鳥)，牠們用鋒利的喙在這兩種鳥身上反覆啄直到出血。奇怪的是，這兩種鰹鳥對嗜血地雀的行為並不特別在意，據推測，這種行為從啄食寄生蟲演變而來。嗜血地雀同時也偷吃這兩種鰹鳥的蛋，牠們把蛋推到岩石，直到蛋被打破。牠們這種特殊飲食習慣可能是因應海島缺少淡水而演化，儘管如此，他們的飲食的主體仍是種子和無脊椎動物，也吸食加拉帕戈斯仙人球的花蜜。